# Antiochos II de Commagène
Pour les articles homonymes, voir Antiochos.
Antiochus II Épiphane de Commagène (grec : Ἀντίοχος ὀ Ἐπιφανής) est un roi du royaume de Commagène ayant régné environ de 40 à 38 av. J.-C.

## Biographie
Antiochos II est le fils aîné d'Antiochos Ier et de sa sœur-épouse Isias Philostorgue. Il succède à son père mais il est détrôné deux ans plus tard par le triumvir Marc Antoine au profit de son frère Mithridate II.
En 29 av. J.-C., il est exécuté sur ordre d'Auguste pour avoir fait mettre à mort un ambassadeur que son frère envoyait à Rome.